# چشم اهریمن
چشم اهریمن (به سوئدی: Djävulens öga) فیلمی سوئدی به گونه کمدی فانتزی ساخته اینگمار برگمان محصول سال ۱۹۶۰ است.

## داستان
ابلیس گل مژه‌ای در چشم دارد که ناشی از پاکی کشیش است. برای خلاص شدن از این، دون‌ژوان را از دوزخ می‌فرستد تا بریت ماری ۲۰ ساله را اغوا کرده، بکارت و اعتقادش به عشق را از او بگیرد. با این حال بریت ماری می‌تواند در برابر او مقاومت کرده و همه چیز به گونه‌ای دیگر می‌شود زمانی که دن خوان عاشق او می‌شود. این واقعیت که او برای اولین بار عشق را احساس می‌کند باعث می‌شود که برای بریت ماری کمتر جذاب بنظر بیاید و دون خوان به دوزخ برمی‌گردد.

## بازیگران
- یارل کوله در نقش دن خوان
- بیبی آندرشون در نقش بریت ماری
- استیگ یارل در نقش شیطان
- آلان ادوال